# Qatar Airways
Qatar Airways (Arapski: القطرية, Al Qatariyah) je katarska aviotvrtka u državnom vlasništvu. Sjedište i glavno čvorište nalazi se u Dohi , iz koje s flotom preko 170 zrakoplova Qatar Airways leti u više od 150 međunarodnih destinacija.
S više od 20.000 zaposlenih (od kojih je 6000 zaposleno u podružnicama) ostvaruje letove prema Africi,Srednjoj Aziji, Europi, Dalekom Istoku, Južnoj Aziji, Bliskom istoku, Sjevernoj Americi, Južnoj Americi i Oceaniji.

## Povijesni razvoj
Qatar Airways su osnovali članovi kraljevske obitelji Qatara 22. studenog 1993. godine a s radom je započeo 20. siječnja 1994. koristeći zakupljene Boeinge 767-200ER Kuwait Airwaysa. Pod novom upravom tvrtka je ponovno pokrenuta 1997. godine. Katarska vlada trenutno drži 50 posto udjela dok preostali dio vlasništva drže privatni ulagači.
Dana 24. ožujka 1997. godine Qatar Airways dobiva svoj prvi Airbus A300-600 a 1. veljače 1999. isporučen je prvi novi Airbus A320 (A7-ABR) u zakupu od singapurske tvrtke za iznajmljivanje zrakoplova.
U svibnju 2002. katarska vlada odustaje od Gulf Aira. U to vrijeme Qatar Airways već imala 21 zrakoplov.
Dana 10. svibnja 2003. Qatar Airwaysu je isporučen prvi Airbus A330-200 (A7-ACA). 11. siječnja 2004. na zrakoplovnom spektaklu u Dubaiju, Qatar Airways je naručio Airbus A380 i A340-600.  Prvi A340 dostavljen je 8. rujna 2006. godine.
Dana 18. lipnja, 2007. Qatar Airways postaje prvi kupac Airbusa A350 s naručenih 80 zrakoplova na pariškom zrakoplovnom spektaklu u vrijednosti od 16 milijardi US $.
Dana 27. lipnja 2007. Qatar Airways sa svojim prvim letom prema Sjedinjenim Američkim Državama započinje redovni servis za New Yorku.
Dana 11. studenog 2007. Qatar Airways je naručio 60 Boeinga 787-8 Dreamliner i 32 Boeinga 777.  29. studenog 2007. prvi Boeing 777-300ER sletio je u Dohu.
Dana 3. veljače 2009. tvrtki je isporučen prvog Boeing 777-200LR ("LR" je kratica za "Long Range.")
Dana 15. lipnja 2009. na pariškom zrakoplovnom spektaklu, Qatar Airways naručuje 20 Airbusa A320 i 4 Airbusa A321 u vrijednosti 1.9bn$
Dana 12. listopada 2009. Qatar Airways ostvaruje prvi svjetski komercijalni putnički let s motorima pokretanim gorivom od prirodnog plina. Dana 1. prosinca 2009. Qatar Airways prvi puta leti za Australiju sletjevši u Melbourne.
Dana 18. svibnja 2010. zrakoplovna tvrtka ima prvi let s Boeingom 777F (A7-BFA) iz Dohe u Amsterdam. Zrakoplov je bio dostavljen 14. svibnja 2010.
Qatar Airways se nastavlja širiti. Godine 2010. otvara letove za 22 nova odredišta, s najavom za još više od 9 destinacija. Nove destinacije Qatar Airwaysa su Ankara, Alep, Bangalore, Barcelona, Bruxelles, Bukurešt, Budimpešta, Buenos Aires, Kopenhagen, Hanoi, Montreal, Nice, Phuket,São Paulo, Širaz, Kolkata, Medina, Oslo, Sofija, Stuttgart i Venecija i Tokijo.
Dana 22. lipnja 2011. Qatar Airways je prepoznat kao najbolja svjetska zrakoplovna tvrtka na svečanosti "Svjetske Zrakoplovne nagrade 2011" održanoj u Francuskom zrakoplovnom i svemirskom muzeju kao dijelu Pariškog zrakoplovnog spektakla 2011.
U studenom 2011. na Dubai zrakoplovnom spektaklu, Qatar Airways je najavio narudžbu od 55 airbusovih zrakoplova: 50 A320 i pet A380; te 2 teretna Boeinga 777.
Dana 27. siječnja 2012. tvrtka je odustala od pregovora za kupnju španjolskog prijevoznika Spanair, koji je toga dana i prestao s radom.

## Flota
- F, J i Y su kodovi koji označavaju klasu sjedala u zrakoplovima, a određeni su od strane Međunarodne udruge za zračni prijevoz.